# Manduca dilucida
Manduca dilucida är en fjärilsart som beskrevs av Edwards 1887. Manduca dilucida ingår i släktet Manduca och familjen svärmare. Inga underarter finns listade i Catalogue of Life.

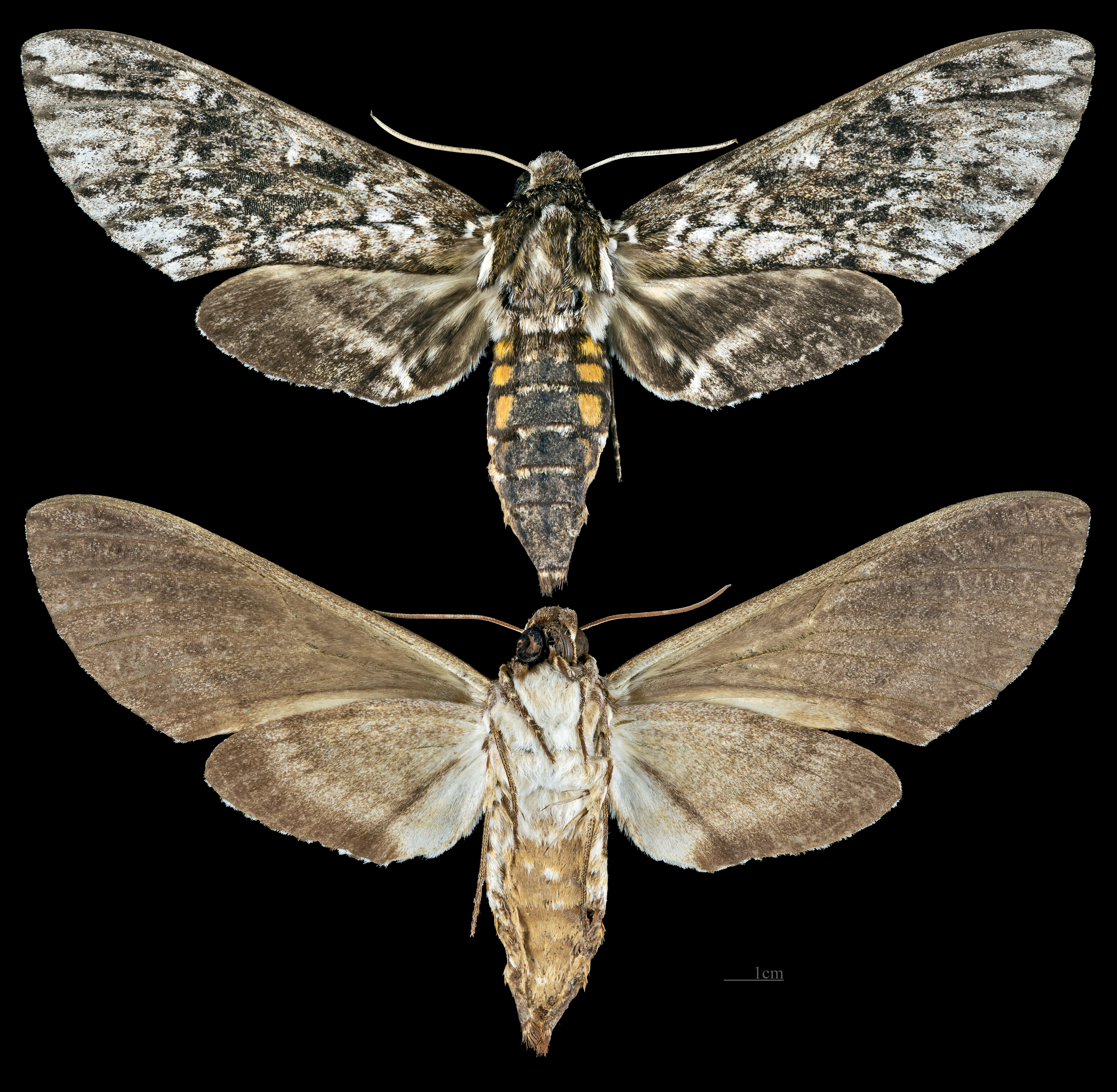
Manduca dilucida   ♀
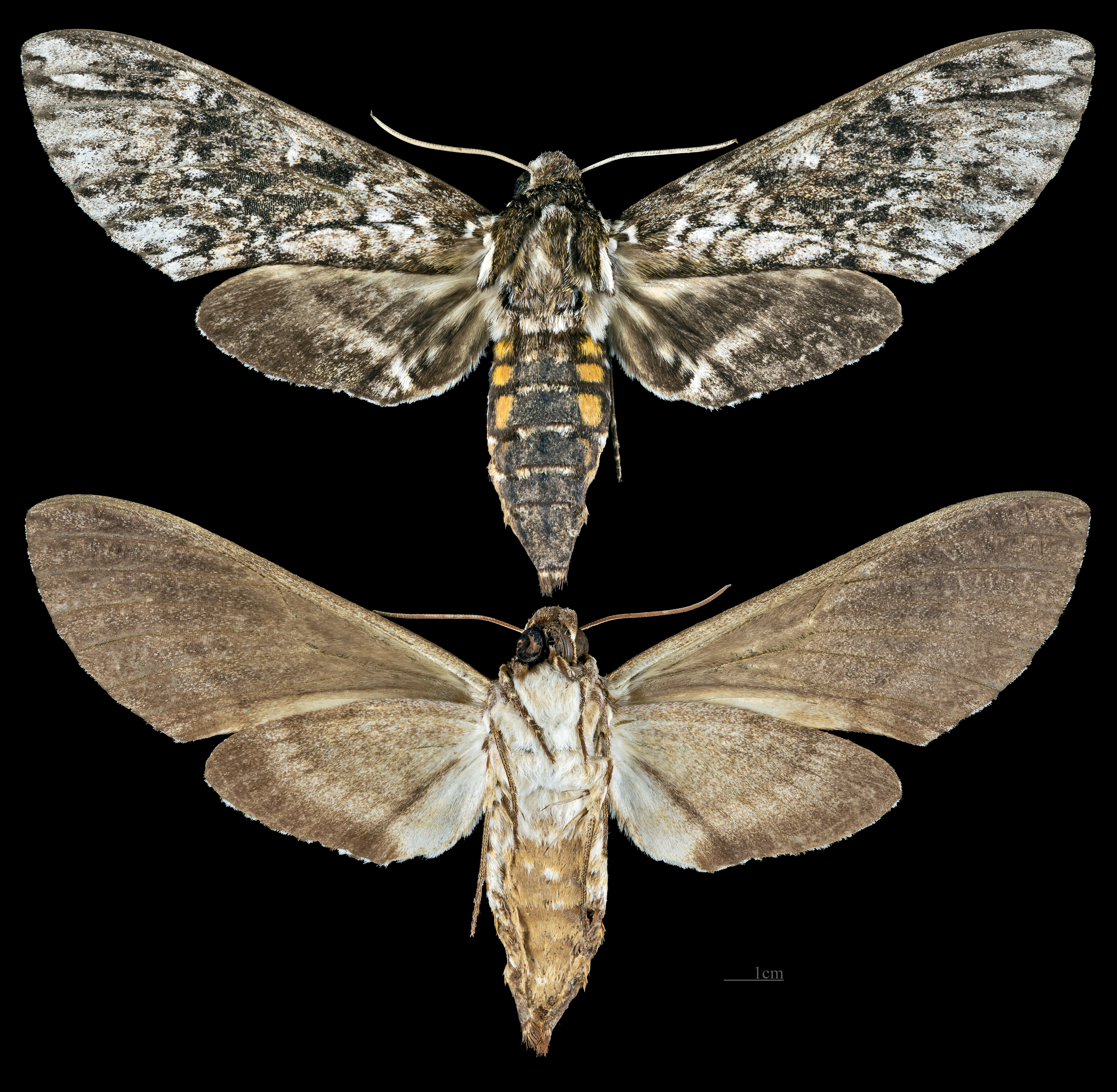
Manduca dilucida   ♀ △